# Rajdowe Mistrzostwa Europy 2014
Ten artykuł dotyczy sezonu 2014 Rajdowych Mistrzostw Europy, 62. sezonu FIA European Rally Championship.

## Kalendarz
| Runda | Data                   | Rajd                               | Nawierzchnia | Mini seria     | Zwycięzca ERC     |
| ----- | ---------------------- | ---------------------------------- | ------------ | -------------- | ----------------- |
| 1     | 3–5 stycznia           | 31. Internationale Jänner-Rallye   | mieszana     | Ice Master     | Robert Kubica     |
| 2     | 31 stycznia – 2 lutego | Rally Liepāja 2014                 | mieszana     | Ice Master     | Esapekka Lappi    |
| 3     | 27 lutego – 1 marca    | 14. Sibiu Rally Romania            | mieszana     | Ice Master     | rajd odwołany     |
| 4     | 28 – 30 marca          | 60. Acropolis Rally of Greece      | mieszana     | Gravel Master  | Craig Breen       |
| 5     | 17 – 19 kwietnia       | 72. Circuit of Ireland Rally       | asfalt       | Asphalt Master | Esapekka Lappi    |
| 6     | 15 – 17 maja           | 49. SATA Rallye Açores             | szuter       | Gravel Master  | Bernardo Sousa    |
| 7     | 19 – 21 czerwca        | 50. Geko Ypres Rally               | asfalt       | Asphalt Master | Freddy Loix       |
| 8     | 17 – 19 lipca          | 5. Rally Estonia                   | szuter       | Gravel Master  | Ott Tänak         |
| 9     | 29 – 31 sierpnia       | 44. Barum Rally Zlín               | asfalt       | Asphalt Master | Václav Pech       |
| 10    | 19 – 21 września       | 42. Cyprus Rally                   | mieszana     | Gravel Master  | Yazeed Al-Rajhi   |
| 11    | 23 – 25 października   | 55. Rallye International du Valais | mieszana     | Asphalt Master | Esapekka Lappi    |
| 12    | 6 – 8 listopada        | 57. Tour de Corse                  | asfalt       | Asphalt Master | Stéphane Sarrazin |

## Zgłoszone zespoły i kierowcy
| Producent  | Samochód                     | Zespół                           | Kierowca                 | Pilot                  |
| ---------- | ---------------------------- | -------------------------------- | ------------------------ | ---------------------- |
| Citroën    | Citroën DS3 RRC              | PH Sport                         | Bryan Bouffier           | Xavier Panseri         |
| Citroën    | Citroën DS3 RRC              | Abu Dhabi Racing                 | Khalid Al Qassimi        | Chris Patterson        |
| Citroën    | Citroën DS3 R5               | Autostal Duindistel              | Vincent Verschueren      | Veronique Hostens      |
| Citroën    | Citroën DS3 R5               | Top Teams by MY Racing           | Sébastien Chardonnet     | Thibault de la Haye    |
| Citroën    | Citroën DS3 R5               | Gemini Clinic Rally Team         | Miroslav Jakeš           | Jaroslav Novák         |
| Citroën    | Citroën DS3 R3T              | Napoca Rally Academy             | Simone Tempestini        | Dorin Pulpea           |
| Citroën    | Citroën DS3 R3T              | PH Sport                         | Quentin Giordano         | Valentin Sarreaud      |
| Citroën    | Citroën C2 R2                | Napoca Rally Academy             | Florin Tincescu          | Iulian Nicolaescu      |
| Citroën    | Citroën C2 R2                | Napoca Rally Academy             | Ekaterina Stratieva      | Carmen Poenaru         |
| Citroën    | Citroën C2 R2                | Immonen Motorsport               | Risto Immonen            | Mikko Lukka            |
| Citroën    | Citroën C2 R2                | Immonen Motorsport               | Risto Immonen            | Jani Salo              |
| Ford       | Ford Fiesta RRC              | RK M-Sport World Rally Team      | Robert Kubica            | Maciej Szczepaniak     |
| Ford       | Ford Fiesta RRC              | Keltech Motorsport               | Sam Moffett              | James O’Reilly         |
| Ford       | Ford Fiesta RRC              | AT Rally Team                    | Bernardo Sousa           | Hugo Magalhães         |
| Ford       | Ford Fiesta RRC              | Qatar World Rally Team           | Nasir al-Atijja          | Giovanni Bernacchini   |
| Ford       | Ford Fiesta RRC              | Yazeed Racing                    | Yazeed Al Rajhi          | Michael Orr            |
| Ford       | Ford Fiesta RRC              | Puma Rally Team                  | Abdulaziz Al-Kuwari      | Killian Duffy          |
| Ford       | Ford Fiesta RRC              | GP Racing                        | Bryan Bouffier           | Xavier Panseri         |
| Ford       | Ford Fiesta RRC              | First Motorsport                 | Stéphane Sarrazin        | Jacques-Julien Renucci |
| Ford       | Ford Fiesta S2000            | Sport Racing Technologies        | Wasilij Griazin          | Dmitrij Czumak         |
| Ford       | Ford Fiesta S2000            | Sport Racing Technologies        | Wasilij Griazin          | Dmitriy Eremeev        |
| Ford       | Ford Fiesta S2000            | AT Rally Team                    | Oleksiy Tamrazov         | Andriy Nikolaiev       |
| Ford       | Ford Fiesta S2000            | AT Rally Team                    | Martin Kangur            | Andres Ots             |
| Ford       | Ford Fiesta S2000            | Kobus Tuning                     | Hermen Kobus             | Erik de Wild           |
| Ford       | Ford Fiesta R5               | Lotos Rally Team                 | Kajetan Kajetanowicz     | Jarosław Baran         |
| Ford       | Ford Fiesta R5               | Delimax Team                     | Pavel Valoušek           | Martina Škardová       |
| Ford       | Ford Fiesta R5               | TRT Czech Rally Sport            | Roman Odložilík          | Martin Tureček         |
| Ford       | Ford Fiesta R5               | Napoca Rally Academy             | Marco Tempestini         | Lucio Baggio           |
| Ford       | Ford Fiesta R5               | Napoca Rally Academy             | Marco Tempestini         | Nicola Arena           |
| Ford       | Ford Fiesta R5               | MM Motorsport                    | Timmu Kõrge              | Erki Pints             |
| Ford       | Ford Fiesta R5               | MM Motorsport                    | Raul Jeets               | Andrus Toom            |
| Ford       | Ford Fiesta R5               | MM Motorsport                    | Ott Tänak                | Raigo Mõlder           |
| Ford       | Ford Fiesta R5               | J-Motorsport                     | Jourdan Serderidis       | Frédéric Miclotte      |
| Ford       | Ford Fiesta R5               | CA1 Sport Ltd                    | Robert Barrable          | Stuart Loudon          |
| Ford       | Ford Fiesta R5               | ARC Sport                        | Ricardo Moura            | Sancho Eiró            |
| Ford       | Ford Fiesta R5               | ARC Sport                        | Diogo Salvi              | Paulo Babo             |
| Ford       | Ford Fiesta R5               | P&B Racing                       | João Barros              | Jorge Henriques        |
| Ford       | Ford Fiesta R5               | ACSM Rallye Team                 | Xavier Pons              | Álex Haro              |
| Ford       | Ford Fiesta R5               | Autostal Duindistel              | Bernd Casier             | Pieter Vyncke          |
| Ford       | Ford Fiesta R5               | Autostal Duindistel              | Philip Cracco            | Wim Soenens            |
| Ford       | Ford Fiesta R5               | Royale Ecurie Ardennes           | Cédric Cherain           | André Leyh             |
| Ford       | Ford Fiesta R5               | Autostal Atlantic                | Didier Duquesne          | Filip Cuvelier         |
| Ford       | Ford Fiesta R5               | Drive DMACK                      | Kristian Sohlberg        | Peter Flythström       |
| Ford       | Ford Fiesta R5               | Drive DMACK                      | Ott Tänak                | Raigo Mõlder           |
| Ford       | Ford Fiesta R5               | C-Rally                          | Jarosław Kołtun          | Ireneusz Pleskot       |
| Ford       | Ford Fiesta R5               | C-Rally                          | Tomasz Kasperczyk        | Damian Syty            |
| Ford       | Ford Fiesta R5               | Rufa Sport                       | Tomáš Kostka             | Miroslav Houšť         |
| Ford       | Ford Fiesta R5               | Qafac Rally Team                 | Abdullah Al-Kuwari       | Nicola Arena           |
| Ford       | Ford Fiesta R5               | D-Max Swiss                      | Olivier Burri            | Jean-Jacques Ferrero   |
| Ford       | Ford Fiesta R5               | Lugano Racing Team               | Jean-Philippe Radoux     | Jean-Noël Gregoire     |
| Ford       | Ford Fiesta R5               | Team 2B Yacco                    | Julien Maurin            | Nicolas Klinger        |
| Ford       | Ford Fiesta R5               | First Motorsport                 | Jean-Mathieu Leandri     | Fabrice Gordon         |
| Peugeot    | Peugeot 207 S2000            | Stohl Racing                     | Andreas Aigner           | Barbara Watzl          |
| Peugeot    | Peugeot 207 S2000            | Delta Rally                      | Robert Consani           | Vincent Landais        |
| Peugeot    | Peugeot 207 S2000            | Delta Rally                      | Robert Consani           | Maxime Vilmot          |
| Peugeot    | Peugeot 207 S2000            | Delta Rally                      | Jean-Michel Raoux        | Sabrina de Castelli    |
| Peugeot    | Peugeot 207 S2000            | Delta Rally                      | Jean-Michel Raoux        | Laurent Magat          |
| Peugeot    | Peugeot 207 S2000            | Delta Rally                      | Bruno Magalhães          | Carlos Magalhães       |
| Peugeot    | Peugeot 207 S2000            | Delta Rally                      | Giacomo Costenaro        | Justin Bardini         |
| Peugeot    | Peugeot 207 S2000            | Peugeot Rally Academy            | Craig Breen              | Scott Martin           |
| Peugeot    | Peugeot 207 S2000            | Munaretto Sport                  | Jean-Michel Raoux        | Laurent Magat          |
| Peugeot    | Peugeot 207 S2000            | Tagai Racing Technology          | László Vizin             | Gábor Zsíros           |
| Peugeot    | Peugeot 207 S2000            | Autostal Duindistel              | Davy Vanneste            | Eddy Snaet             |
| Peugeot    | Peugeot 207 S2000            | Autostal Duindistel              | Melisa Debackere         | Cindy Cokelaere        |
| Peugeot    | Peugeot 207 S2000            | TAIF Rally Team                  | Radik Shaymiev           | Maxim Tsvetkov         |
| Peugeot    | Peugeot 207 S2000            | D-Max Swiss                      | Sébastien Carron         | Lucien Revaz           |
| Peugeot    | Peugeot 207 S2000            | Rally Jeunes FFSA                | Eric Camilli             | Benjamin Veillas       |
| Peugeot    | Peugeot 208 T16              | Peugeot Rally Academy            | Craig Breen              | Scott Martin           |
| Peugeot    | Peugeot 208 T16              | Peugeot Rally Academy            | Kevin Abbring            | Sebastian Marshall     |
| Peugeot    | Peugeot 208 T16              | Peugeot Rally Academy            | Siim Plangi              | Marek Sarapuu          |
| Peugeot    | Peugeot 208 T16              | Peugeot Belgium Luxembourg       | Pieter Tsjoen            | Eddy Chevaillier       |
| Peugeot    | Peugeot 208 T16              | ME3 Rally Team                   | Karl Kruuda              | Martin Järveoja        |
| Peugeot    | Peugeot 208 T16              | Munaretto Sport                  | Jean-Michel Raoux        | Laurent Magat          |
| Peugeot    | Peugeot 208 T16              | Delta Rally                      | Bruno Magalhães          | Carlos Magalhães       |
| Peugeot    | Peugeot 208 T16              | HRT Rally Team                   | Jonathan Hirschi         | Vincent Randais        |
| Peugeot    | Peugeot 208 R2               | Peugeot Sport Slovenia           | Rok Turk                 | Enej Loznar            |
| Peugeot    | Peugeot 208 R2               | Czech National Team              | Jan Černý                | Pavel Kohout           |
| Peugeot    | Peugeot 208 R2               | Peugeot Rally Academy            | Stéphane Lefebvre        | Thomas Dubois          |
| Peugeot    | Peugeot 208 R2               | Peugeot Rally Academy            | Jean-Mathieu Leandri     | Maxime Vilmot          |
| Peugeot    | Peugeot 208 R2               | Napoca Rally Academy             | Andrea Crugnola          | Michele Ferrara        |
| Peugeot    | Peugeot 208 R2               | Peugeot Belgium Luxembourg       | Gino Bux                 | Eric Borguet           |
| Peugeot    | Peugeot 208 R2               | Peugeot UK                       | Chris Ingram             | Gabin Moreau           |
| Mini       | Mini John Cooper Works S2000 | EuroOil Invelt Team              | Václav Pech              | Petr Uhel              |
| Škoda      | Škoda Fabia S2000            | BRR Baumschlager Rallye & Racing | Raimund Baumschlager     | Klaus Wicha            |
| Škoda      | Škoda Fabia S2000            | BRR Baumschlager Rallye & Racing | Henk Lategan             | Klaus Wicha            |
| Škoda      | Škoda Fabia S2000            | GPD Mit Metal Racing Team        | Antonín Tlusťák          | Ladislav Kučera        |
| Škoda      | Škoda Fabia S2000            | GPD Mit Metal Racing Team        | Antonín Tlusťák          | Jan Škaloud            |
| Škoda      | Škoda Fabia S2000            | GPD Mit Metal Racing Team        | Jaroslav Orsák           | David Šmeidler         |
| Škoda      | Škoda Fabia S2000            | GPD Mit Metal Racing Team        | Tomáš Kurka              | Karel Vajík            |
| Škoda      | Škoda Fabia S2000            | Czech National Team              | Jaromír Tarabus          | Daniel Trunkát         |
| Škoda      | Škoda Fabia S2000            | Škoda Motorsport                 | Esapekka Lappi           | Janne Ferm             |
| Škoda      | Škoda Fabia S2000            | Škoda Motorsport                 | Sepp Wiegand             | Frank Christian        |
| Škoda      | Škoda Fabia S2000            | Napoca Rally Academy             | Simone Tempestini        | Dorin Pulpea           |
| Škoda      | Škoda Fabia S2000            | Simpsons Škoda                   | Neil Simpson             | Claire Mole            |
| Škoda      | Škoda Fabia S2000            | Simpsons Škoda                   | Neil Simpson             | Elliott Edmondson      |
| Škoda      | Škoda Fabia S2000            | Škoda Bank                       | Pedro Meireles           | Mário Castro           |
| Škoda      | Škoda Fabia S2000            | DP Autosport                     | Luca Rossetti            | Matteo Chiarcossi      |
| Škoda      | Škoda Fabia S2000            | Autostal Duindistel              | Freddy Loix              | Johan Gitsels          |
| Škoda      | Škoda Fabia S2000            | Adell Mogul Racing Team          | Roman Kresta             | Petr Starý             |
| Škoda      | Škoda Fabia S2000            | CMM-Media Sport                  | Pavel Valoušek           | Martina Škardová       |
| Škoda      | Škoda Fabia S2000            | Lugano Racing Team               | Nicolas Althaus          | Alain Ioset            |
| Škoda      | Škoda Fabia S2000            | Lugano Racing Team               | Pascal Perroud           | Quentin Marchand       |
| Škoda      | Škoda Fabia S2000            | Eurosol Racing Team Hungary      | János Puskádi            | Barnabás Gódor         |
| Subaru     | Subaru Impreza WRX STi R4    | Napoca Rally Academy             | Simone Tempestini        | Dorin Pulpea           |
| Subaru     | Subaru Impreza WRX STi R4    | Stohl Racing                     | Hermann Neubauer         | Bernhard Ettel         |
| Subaru     | Subaru Impreza WRX STi R4    | ARC Sport                        | Adruzilo Lopes           | Tiago Azevedo          |
| Subaru     | Subaru Impreza WRX STi R4    | Jan Dohmen Rally Team            | Kees Burger              | Mikko Lukka            |
| Subaru     | Subaru Impreza WRX STi R4    | Top Run SRL                      | Kyriakos Kyriakou        | Christos Aristidou     |
| Subaru     | Subaru Impreza WRX STi R4    | Lugano Racing Team               | Florian Gonon            | Michel Horgnies        |
| Subaru     | Subaru Impreza WRX STi       | Subaru Czech Duck Racing         | Jan Černý                | Pavel Kohout           |
| Subaru     | Subaru Impreza WRX STi       | Napoca Rally Academy             | Ekaterina Stratieva      | Carmen Poenaru         |
| Subaru     | Subaru Impreza WRX STi       | JRM Racing                       | Mark Higgins             | Carl Williamson        |
| Subaru     | Subaru Impreza WRX STi       | JRM Racing                       | Keith Cronin             | Marshall Clarke        |
| Subaru     | Subaru Impreza WRX STi       | Lugano Racing Team               | Urs Hunziker             | Mélanie Wahl           |
| Subaru     | Subaru Impreza WRX STi       | Lugano Racing Team               | Willian Winiger          | Sophie Barras          |
| Mitsubishi | Mitsubishi Lancer Evo IX R4  | DiTech Racing Team               | Beppo Harrach            | Leopold Welsersheimb   |
| Mitsubishi | Mitsubishi Lancer Evo IX R4  | Arrabona Rally Club              | Kornéi Lukács            | Márk Mesterházi        |
| Mitsubishi | Mitsubishi Lancer Evo IX R4  | ACB Racing                       | Ruben Rodrigues          | Estevão Rodrigues      |
| Mitsubishi | Mitsubishi Lancer Evo IX R4  | GPD Mit Metal Racing Team        | Martin Hudec             | Petr Picka             |
| Mitsubishi | Mitsubishi Lancer Evo IX R4  | Island Motorsport                | Marco Cavigioli          | Monica Fortunato       |
| Mitsubishi | Mitsubishi Lancer Evo IX R4  | Topp Auto 2010 Kft.              | Péter Ranga              | Janek Czakó            |
| Mitsubishi | Mitsubishi Lancer Evo X R4   | The Boar – Proracing             | Vitaliy Pushkar          | Ivan Mishyn            |
| Mitsubishi | Mitsubishi Lancer Evo X R4   | Juta Racing                      | Vytautas Švedas          | Žilvinas Sakalauskas   |
| Mitsubishi | Mitsubishi Lancer Evo X R4   | Printsport Racing                | Inessa Tushkanova        | Sergei Larens          |
| Mitsubishi | Mitsubishi Lancer Evo X R4   | Andy Lefevere Rallysport         | Andy Lefevere            | Andy Vangheluwe        |
| Mitsubishi | Mitsubishi Lancer Evo X R4   | Ecurie Basilisk                  | Ruedi Schmidlin          | Erich Götte            |
| Mitsubishi | Mitsubishi Lancer Evo X R4   | Érdi Team Kft.                   | Tibor Érdi               | Attila Táborszki       |
| Mitsubishi | Mitsubishi Lancer Evo IX     | GPD Mit Metal Racing Team        | Martin Hudec             | Petr Picka             |
| Mitsubishi | Mitsubishi Lancer Evo IX     | Érdi Team Kft.                   | Tibor Érdi               | Attila Táborszki       |
| Mitsubishi | Mitsubishi Lancer Evo IX     | Combilift Rallying               | Josh Moffett             | John Rowan             |
| Mitsubishi | Mitsubishi Lancer Evo IX     | Teodósio Motorsport              | Ricardo Teodósio         | José Teixeira          |
| Mitsubishi | Mitsubishi Lancer Evo IX     | ARC Sport                        | Luís Miguel Rego         | António Costa          |
| Mitsubishi | Mitsubishi Lancer Evo IX     | Carglass Motorsport              | Rainer Aus               | Simo Koskinen          |
| Mitsubishi | Mitsubishi Lancer Evo X      | Vorobjovs Racing                 | Janis Vorobjovs          | Andris Mālnieks        |
| Mitsubishi | Mitsubishi Lancer Evo X      | Vorobjovs Racing                 | Alexey Mersiyanov        | Georgiy Troshkin       |
| Mitsubishi | Mitsubishi Lancer Evo X      | G.M.Racing SK                    | Siim Plangi              | Marek Sarapuu          |
| Mitsubishi | Mitsubishi Lancer Evo X      | EAMV – RPM                       | Aleksiej Łukjaniuk       | Aleksiej Arnautow      |
| Mitsubishi | Mitsubishi Lancer Evo X      | Kaur Motorsport                  | Egon Kaur                | Erik Lepikson          |
| Mitsubishi | Mitsubishi Lancer Evo X      | The Boar – Proracing             | Yuriy Kochmar            | Volodymyr Shcherbakov  |
| Porsche    | Porsche 997 GT3              | Richard Tuthill                  | François Delecour        | Dominique Savignoni    |
| Porsche    | Porsche 997 GT3              | RD Rallye Team                   | Romain Dumas             | Denis Giraudet         |
| Honda      | Honda Civic Type R R3        | Eurosol Racing Team Hungary      | Zoltán Bessenyey         | Yulianna Nyírfás       |
| Honda      | Honda Civic Type R R3        | Honda Racing Team JAS            | Eli Evans                | Glen Weston            |
| Honda      | Honda Civic Type R R3        | Honda Racing Team JAS            | Stavros Achilleos        | Andreas Chrysostomou   |
| Suzuki     | Suzuki Swift S1600           | Suzuki Team Austria              | Michael Böhm             | Katrin Becker          |
| Opel       | Opel Adam R2                 | ADAC Opel Rallye Junior Team     | Marijan Griebel          | Alexander Rath         |
| Opel       | Opel Adam R2                 | ADAC Opel Rallye Junior Team     | Fabian Kreim             | Josefine Beinke        |
| Opel       | Opel Adam R2                 | Opel Motorsport                  | Bruno Thiry              | Johny Blom             |
| Renault    | Renault Mégane RS            | Renault Sport Technologies       | Jean Matheo Antonini     | Cédric Santini         |
| Renault    | Renault Mégane RS            | Renault Sport Technologies       | Eric Filippi             | Guy Mizael             |
| Renault    | Renault Mégane RS            | Renault Sport Technologies       | Laurent Lacomy           | Sébastien Mattei       |
| Renault    | Renault Clio RS R3T          | Renault Sport Technologies       | Michaël Burri            | Anderson Levratti      |
| Renault    | Renault Clio RS R3T          | Renault Sport Technologies       | Laurent Reuche           | Jean Deriaz            |
| Renault    | Renault Clio RS R3T          | Renault Sport Technologies       | Yannick Vivens           | Christophe Valibouze   |
| Renault    | Renault Clio R3              | Renault Sport Technologies       | Pierre-Antoine Guglielmi | Jean-Noël Vesperini    |

## Wyniki

### Runda 1– 31. Internationale Jänner-Rallye
| Runda | Nazwa rajdu                                                         | Zawodnicy na podium | Zawodnicy na podium | Zawodnicy na podium              | Zawodnicy na podium                                  | Zawodnicy na podium | Statystyka | Statystyka | Statystyka | Statystyka   |
| Runda | Nazwa rajdu                                                         | Poz.                | Nr.                 | Kierowca                         | Załoga                                               | Czas                | OS         | Długość    | Zgł. załóg | Sklas. załóg |
| ----- | ------------------------------------------------------------------- | ------------------- | ------------------- | -------------------------------- | ---------------------------------------------------- | ------------------- | ---------- | ---------- | ---------- | ------------ |
| 1     | 31. Internationale Jänner-Rallye (3 – 5 stycznia) – Wyniki i raport | 1                   | 1                   | Robert Kubica Maciej Szczepaniak | RK M-Sport World Rally Team (Ford Fiesta RRC)        | 02:26:42,4          | 18         | 245,64km   | 79         | 50           |
| 1     | 31. Internationale Jänner-Rallye (3 – 5 stycznia) – Wyniki i raport | 2                   | 5                   | Wacław Pech Petr Uhel            | EuroOil Invelt Team (Mini John Cooper Works S2000)   | +19.9               | 18         | 245,64km   | 79         | 50           |
| 1     | 31. Internationale Jänner-Rallye (3 – 5 stycznia) – Wyniki i raport | 3                   | 6                   | Raimund Baumschlager Klaus Wicha | BRR Baumschlager Rallye & Racing (Skoda Fabia S2000) | +1:38.9             | 18         | 245,64km   | 79         | 50           |

### Runda 2– Rally Liepāja 2014
| Runda | Nazwa rajdu                                                   | Zawodnicy na podium | Zawodnicy na podium | Zawodnicy na podium            | Zawodnicy na podium                           | Zawodnicy na podium | Statystyka | Statystyka | Statystyka | Statystyka   |
| Runda | Nazwa rajdu                                                   | Poz.                | Nr.                 | Kierowca                       | Załoga                                        | Czas                | OS         | Długość    | Zgł. załóg | Sklas. załóg |
| ----- | ------------------------------------------------------------- | ------------------- | ------------------- | ------------------------------ | --------------------------------------------- | ------------------- | ---------- | ---------- | ---------- | ------------ |
| 2     | Rally Liepāja 2014 (31 stycznia – 1 lutego) – Wyniki i raport | 1                   | 3                   | Esapekka Lappi Janne Ferm      | Škoda Motorsport (Skoda Fabia S2000)          | 2:13:11,5           | 12         | 240,56km   | 77         | 34           |
| 2     | Rally Liepāja 2014 (31 stycznia – 1 lutego) – Wyniki i raport | 2                   | 4                   | Vasiliy Gryazin Dmitrij Czumak | Sport Racing Technologies (Ford Fiesta S2000) | +34,7               | 12         | 240,56km   | 77         | 34           |
| 2     | Rally Liepāja 2014 (31 stycznia – 1 lutego) – Wyniki i raport | 3                   | 1                   | Craig Breen Scott Martin       | Peugeot Rally Academy (Peugeot 207 S2000)     | +1:36,8             | 12         | 240,56km   | 77         | 34           |

### Runda 4– Rajd Grecji 2014
| Runda | Nazwa rajdu                                                     | Zawodnicy na podium | Zawodnicy na podium | Zawodnicy na podium                 | Zawodnicy na podium                     | Zawodnicy na podium | Statystyka | Statystyka | Statystyka | Statystyka   |
| Runda | Nazwa rajdu                                                     | Poz.                | Nr.                 | Kierowca                            | Załoga                                  | Czas                | OS         | Długość    | Zgł. załóg | Sklas. załóg |
| ----- | --------------------------------------------------------------- | ------------------- | ------------------- | ----------------------------------- | --------------------------------------- | ------------------- | ---------- | ---------- | ---------- | ------------ |
| 4     | 60. Acropolis Rally of Greece (28 – 30 marca) – Wyniki i raport | 1                   | 2                   | Craig Breen Scott Martin            | Peugeot Rally Academy (Peugeot 208 T16) | 2:13:11,5           | 13         | 238.84km   | 29         | 24           |
| 4     | 60. Acropolis Rally of Greece (28 – 30 marca) – Wyniki i raport | 2                   | 1                   | Bryan Bouffier Xavier Panseri       | PH Sport (Citroën DS3 RRC)              | +8.1                | 13         | 238.84km   | 29         | 24           |
| 4     | 60. Acropolis Rally of Greece (28 – 30 marca) – Wyniki i raport | 3                   | 4                   | Kajetan Kajetanowicz Jarosław Baran | Lotos Rally Team (Ford Fiesta R5)       | +42.1               | 13         | 238.84km   | 29         | 24           |

### Runda 5– Rajd Irlandii 2014
| Runda | Nazwa rajdu                                                 | Zawodnicy na podium | Zawodnicy na podium | Zawodnicy na podium           | Zawodnicy na podium                        | Zawodnicy na podium | Statystyka | Statystyka | Statystyka | Statystyka   |
| Runda | Nazwa rajdu                                                 | Poz.                | Nr.                 | Kierowca                      | Załoga                                     | Czas                | OS         | Długość    | Zgł. załóg | Sklas. załóg |
| ----- | ----------------------------------------------------------- | ------------------- | ------------------- | ----------------------------- | ------------------------------------------ | ------------------- | ---------- | ---------- | ---------- | ------------ |
| 5     | 72. Circuit of Ireland (17 – 19 kwietnia) – Wyniki i raport | 1                   | 2                   | Esapekka Lappi Janne Ferm     | Škoda Motorsport (Skoda Fabia S2000)       | 2:06:15.5           | 18         | 230.62km   | 38         | 19           |
| 5     | 72. Circuit of Ireland (17 – 19 kwietnia) – Wyniki i raport | 2                   | 4                   | Sepp Wiegand Frank Christian  | Škoda Auto Deutschland (Skoda Fabia S2000) | +1:50.3             | 18         | 230.62km   | 38         | 19           |
| 5     | 72. Circuit of Ireland (17 – 19 kwietnia) – Wyniki i raport | 3                   | 5                   | Robert Barrable Stuart Loudon | CA1 Sport Ltd (Ford Fiesta R5)             | +1:57.5             | 18         | 230.62km   | 38         | 19           |

### Runda 6– Rajd Azorów 2014
| Runda | Nazwa rajdu                                             | Zawodnicy na podium | Zawodnicy na podium | Zawodnicy na podium              | Zawodnicy na podium                     | Zawodnicy na podium | Statystyka | Statystyka | Statystyka | Statystyka   |
| Runda | Nazwa rajdu                                             | Poz.                | Nr.                 | Kierowca                         | Załoga                                  | Czas                | OS         | Długość    | Zgł. załóg | Sklas. załóg |
| ----- | ------------------------------------------------------- | ------------------- | ------------------- | -------------------------------- | --------------------------------------- | ------------------- | ---------- | ---------- | ---------- | ------------ |
| 6     | 49. SATA Rallye Açores (15 – 17 maja) – Wyniki i raport | 1                   | 7                   | Bernardo Sousa Hugo Magalhães    | Bernardo Sousa (Ford Fiesta RRC)        | 2:43:56.7           | 17         | 218.09km   | 58         | 25           |
| 6     | 49. SATA Rallye Açores (15 – 17 maja) – Wyniki i raport | 2                   | 4                   | Kevin Abbring Sebastian Marshall | Peugeot Rally Academy (Peugeot 208 T16) | +6.2                | 17         | 218.09km   | 58         | 25           |
| 6     | 49. SATA Rallye Açores (15 – 17 maja) – Wyniki i raport | 3                   | 11                  | Jean-Michel Raoux Laurent Magat  | Jean-Michel Raoux (Peugeot 207 S2000)   | +7:51.9             | 17         | 218.09km   | 58         | 25           |

### Runda 7– Rajd Ypres 2014
| Runda | Nazwa rajdu                                              | Zawodnicy na podium | Zawodnicy na podium | Zawodnicy na podium          | Zawodnicy na podium                        | Zawodnicy na podium | Statystyka | Statystyka | Statystyka | Statystyka   |
| Runda | Nazwa rajdu                                              | Poz.                | Nr.                 | Kierowca                     | Załoga                                     | Czas                | OS         | Długość    | Zgł. załóg | Sklas. załóg |
| ----- | -------------------------------------------------------- | ------------------- | ------------------- | ---------------------------- | ------------------------------------------ | ------------------- | ---------- | ---------- | ---------- | ------------ |
| 7     | 50. Geko Ypres Rally (19 – 21 czerwca) – Wyniki i raport | 1                   | 3                   | Freddy Loix Johan Gitsels    | Autostal Duindstel (Škoda Fabia S2000)     | 2:43:13.7           | 20         | 298,79 km  | 98         | 48           |
| 7     | 50. Geko Ypres Rally (19 – 21 czerwca) – Wyniki i raport | 2                   | 16                  | Cédric Cherain André Leyh    | Royale Ecurie Ardennes (Ford Fiesta R5)    | +1:09.9             | 20         | 298,79 km  | 98         | 48           |
| 7     | 50. Geko Ypres Rally (19 – 21 czerwca) – Wyniki i raport | 3                   | 7                   | Sepp Wiegand Frank Christian | Škoda Auto Deutschland (Skoda Fabia S2000) | +2:14.2             | 20         | 298,79 km  | 98         | 48           |

### Runda 8– Rajd Estonii 2014
| Runda | Nazwa rajdu                                        | Zawodnicy na podium | Zawodnicy na podium | Zawodnicy na podium                  | Zawodnicy na podium                  | Zawodnicy na podium | Statystyka | Statystyka | Statystyka | Statystyka   |
| Runda | Nazwa rajdu                                        | Poz.                | Nr.                 | Kierowca                             | Załoga                               | Czas                | OS         | Długość    | Zgł. załóg | Sklas. załóg |
| ----- | -------------------------------------------------- | ------------------- | ------------------- | ------------------------------------ | ------------------------------------ | ------------------- | ---------- | ---------- | ---------- | ------------ |
| 8     | 5. Rally Estonia (17 – 19 lipca) – Wyniki i raport | 1                   | 1                   | Ott Tänak Raigo Mölder               | MM Motorsport (Ford Fiesta R5)       | 1:49:36.4           | 15         | 231,55 km  | 66         | 30           |
| 8     | 5. Rally Estonia (17 – 19 lipca) – Wyniki i raport | 2                   | 16                  | Aleksiej Łukjaniuk Aleksiej Arnautow | EAMV – RPM (Mitsubishi Lancer Evo X) | +47.1               | 15         | 231,55 km  | 66         | 30           |
| 8     | 5. Rally Estonia (17 – 19 lipca) – Wyniki i raport | 3                   | 9                   | Timmu Kõrge Erki Pints               | MM Motorsport (Ford Fiesta R5)       | +55.4               | 15         | 231,55 km  | 66         | 30           |

### Runda 9– Rajd Barum 2014
| Runda | Nazwa rajdu                                               | Zawodnicy na podium | Zawodnicy na podium | Zawodnicy na podium          | Zawodnicy na podium                          | Zawodnicy na podium | Statystyka | Statystyka | Statystyka | Statystyka   |
| Runda | Nazwa rajdu                                               | Poz.                | Nr.                 | Kierowca                     | Załoga                                       | Czas                | OS         | Długość    | Zgł. załóg | Sklas. załóg |
| ----- | --------------------------------------------------------- | ------------------- | ------------------- | ---------------------------- | -------------------------------------------- | ------------------- | ---------- | ---------- | ---------- | ------------ |
| 9     | 44. Barum Rally Zlín (29 – 31 sierpnia) – Wyniki i raport | 1                   | 4                   | Václav Pech Petr Uhel        | EuroOil Invelt Team (Mini Cooper S2000 1.6T) | 2:16:28.7           | 15         | 237,33 km  | 105        | 58           |
| 9     | 44. Barum Rally Zlín (29 – 31 sierpnia) – Wyniki i raport | 2                   | 7                   | Sepp Wiegand Frank Christian | Škoda Auto Deutschland (Skoda Fabia S2000)   | +51.5               | 15         | 237,33 km  | 105        | 58           |
| 9     | 44. Barum Rally Zlín (29 – 31 sierpnia) – Wyniki i raport | 3                   | 17                  | Tomáš Kostka Miroslav Houšť  | Rufa Sport (Ford Fiesta R5)                  | +51.7               | 15         | 237,33 km  | 105        | 58           |

### Runda 10– Rajd Cypru 2014
| Runda | Nazwa rajdu                                           | Zawodnicy na podium | Zawodnicy na podium | Zawodnicy na podium                 | Zawodnicy na podium                      | Zawodnicy na podium | Statystyka | Statystyka | Statystyka | Statystyka   |
| Runda | Nazwa rajdu                                           | Poz.                | Nr.                 | Kierowca                            | Załoga                                   | Czas                | OS         | Długość    | Zgł. załóg | Sklas. załóg |
| ----- | ----------------------------------------------------- | ------------------- | ------------------- | ----------------------------------- | ---------------------------------------- | ------------------- | ---------- | ---------- | ---------- | ------------ |
| 10    | 42. Cyprus Rally (19 – 21 września) – Wyniki i raport | 1                   | 5                   | Yazeed Al-Rajhi Michael Orr         | Yazeed Racing (Ford Fiesta RRC)          | 3:04:14.4           | 15         | 232,02 km  | 50         | 30           |
| 10    | 42. Cyprus Rally (19 – 21 września) – Wyniki i raport | 2                   | 4                   | Kajetan Kajetanowicz Jarosław Baran | Lotos Rally Team (Ford Fiesta R5)        | +18.9               | 15         | 232,02 km  | 50         | 30           |
| 10    | 42. Cyprus Rally (19 – 21 września) – Wyniki i raport | 3                   | 17                  | Abdulaziz Al-Kuwari Killian Duffy   | Qatar World Rally Team (Ford Fiesta RRC) | +1:00.5             | 15         | 232,02 km  | 50         | 30           |

### Runda 11– Rajd Valais 2014
| Runda | Nazwa rajdu                                                               | Zawodnicy na podium | Zawodnicy na podium | Zawodnicy na podium          | Zawodnicy na podium                     | Zawodnicy na podium | Statystyka | Statystyka | Statystyka | Statystyka   |
| Runda | Nazwa rajdu                                                               | Poz.                | Nr.                 | Kierowca                     | Załoga                                  | Czas                | OS         | Długość    | Zgł. załóg | Sklas. załóg |
| ----- | ------------------------------------------------------------------------- | ------------------- | ------------------- | ---------------------------- | --------------------------------------- | ------------------- | ---------- | ---------- | ---------- | ------------ |
| 11    | 55. Rallye International du Valais (22–25 października) – Wyniki i raport | 1                   | 2                   | Esapekka Lappi Janne Ferm    | Škoda Motorsport (Škoda Fabia S2000)    | 2:46:22.4           | 19         | 260,20 km  | 80         | 58           |
| 11    | 55. Rallye International du Valais (22–25 października) – Wyniki i raport | 2                   | 1                   | Craig Breen Scott Martin     | Peugeot Rally Academy (Peugeot 208 T16) | +42.0               | 19         | 260,20 km  | 80         | 58           |
| 11    | 55. Rallye International du Valais (22–25 października) – Wyniki i raport | 3                   | 3                   | Sepp Wiegand Frank Christian | Škoda Motorsport (Skoda Fabia S2000)    | +3:04.1             | 19         | 260,20 km  | 80         | 58           |

### Runda 12– Rajd Korsyki 2014
| Runda | Nazwa rajdu                                         | Zawodnicy na podium | Zawodnicy na podium | Zawodnicy na podium                      | Zawodnicy na podium                     | Zawodnicy na podium | Statystyka | Statystyka | Statystyka | Statystyka   |
| Runda | Nazwa rajdu                                         | Poz.                | Nr.                 | Kierowca                                 | Załoga                                  | Czas                | OS         | Długość    | Zgł. załóg | Sklas. załóg |
| ----- | --------------------------------------------------- | ------------------- | ------------------- | ---------------------------------------- | --------------------------------------- | ------------------- | ---------- | ---------- | ---------- | ------------ |
| 12    | 57. Tour de Corse (7–9 listopada) – Wyniki i raport | 1                   | 10                  | Stéphane Sarrazin Jacques-Julien Renucci | Stéphane Sarrazin (Ford Fiesta RRC)     | 2:36:48.4           | 12         | 251,50 km  | 50         | 36           |
| 12    | 57. Tour de Corse (7–9 listopada) – Wyniki i raport | 2                   | 2                   | Bryan Bouffier Xavier Panseri            | GP Racing (Ford Fiesta RRC)             | +18.9               | 12         | 251,50 km  | 50         | 36           |
| 12    | 57. Tour de Corse (7–9 listopada) – Wyniki i raport | 3                   | 7                   | Kevin Abbring Sebastian Marshall         | Peugeot Rally Academy (Peugeot 208 T16) | +1:38.2             | 12         | 251,50 km  | 50         | 36           |

## Klasyfikacja końcowa RME 2014
Punkty otrzymuje 10 pierwszych zawodników, którzy uczestniczą w programie ERC i  w ukończą wyścig według klucza:
| Miejsce | 1  | 2  | 3  | 4  | 5  | 6 | 7 | 8 | 9 | 10 |
| Punkty  | 25 | 18 | 15 | 12 | 10 | 8 | 6 | 4 | 2 | 1  |

Dodatkowo po każdym etapie (dniu) rajdu prowadzona jest osobna klasyfikacja, w której przyznawano punkty według klucza 7-6-5-4-3-2-1 (jeżeli dany etap obejmował przynajmniej 25% długości odcinków specjalnych rajdu). Do klasyfikacji zaliczane są cztery najlepsze wyniki spośród sześciu pierwszych rajdów oraz cztery najlepsze wyniki w sześciu ostatnich rajdach w sezonie.
| Poz. | Kierowca                 | AUT | LVA | GRE | IRL | POR | BEL | 4 NAJ | EST | CZE | CYP | CHE | FRA | Suma punktów |
| ---- | ------------------------ | --- | --- | --- | --- | --- | --- | ----- | --- | --- | --- | --- | --- | ------------ |
| 1    | Esapekka Lappi           |     | 114 | 48  | 114 |     | NU5 | 103   | 56  | NU5 |     | 113 | NU  | 162          |
| 2    | Sepp Wiegand             |     | 57  | NU3 | 210 |     | 37  | 70    | 72  | 28  |     | 39  | NU  | 128          |
| 3    | Craig Breen              |     | 310 | 113 | NU6 | NU  | NU6 | 70    |     | NU  | NU4 | 212 | NU  | 104          |
| 4    | Kajetan Kajetanowicz     | NU  | 47  | 310 |     | NU4 |     | 48    |     | 67  | 213 | NU6 | NU  | 100          |
| 5    | Wacław Pech              | 212 |     |     |     |     |     | 30    |     | 18  |     |     |     | 63           |
| 6    | Kevin Abbring            |     |     | NU  | NU  | 213 | NU7 | 38    | NU  | NU  |     | NU  | 310 | 63           |
| 7    | Bryan Bouffier           |     | NU  | 213 |     |     |     | 31    |     |     |     |     | 212 | 61           |
| 8    | Bruno Magalhães          |     |     | 54  |     | NU4 | NU  | 18    |     | 10  | 510 |     | 62  | 54           |
| 9    | Wasilij Griazin          | 71  | 212 | 63  |     | 215 |     | 53    |     |     |     |     |     | 53           |
| 10   | Robert Consani           | 9   | 23  | 101 | 46  | 43  | NU  | 37    | NU  | NU2 | NU  | 63  | NU  | 50           |
| 11   | Ott Tänak                |     |     |     |     |     |     | 0     | 113 | 7   |     |     |     | 44           |
| 12   | Jaromír Tarabus          | 57  | NU  | 91  |     |     |     | 20    | 11  | 57  |     | NU  | 8   | 41           |
| 13   | Robert Kubica            | 114 |     |     |     |     |     | 39    |     |     |     |     |     | 39           |
| 14   | Stéphane Sarrazin        |     |     |     |     |     |     | 39    |     |     |     |     | 114 | 39           |
| 15   | Yazeed Al-Rajhi          |     |     |     |     |     |     | 0     |     |     | 113 |     |     | 38           |
| 16   | Bernardo Sousa           |     |     |     |     | 112 |     | 37    |     |     |     |     |     | 37           |
| 17   | Freddy Loix              |     |     |     |     |     | 112 | 37    |     |     |     |     |     | 37           |
| 18   | Aleksiej Łukjaniuk       |     |     |     |     |     |     | 0     | 212 |     |     |     |     | 30           |
| 19   | Cédric Cherain           |     |     |     |     |     | 29  | 27    |     |     |     |     |     | 27           |
| 21   | Timmu Kõrge              |     | NU  |     |     |     |     | 0     | 311 |     |     |     |     | 26           |
| 21   | Jaroslav Orsák           |     | NU  | 7   |     |     | 10  | 7     |     | 47  | NU  | NU  |     | 26           |
| 22   | Robert Barrable          |     |     |     | 310 |     |     | 25    |     |     |     |     |     | 25           |
| 23   | Raimund Baumschlager     | 39  |     |     |     |     |     | 24    |     |     |     |     |     | 24           |
| 24   | Tomáš Kostka             |     |     |     |     |     |     | 0     |     | 39  |     |     |     | 24           |
| 25   | Jean-Michel Raoux        | 16  | NU  | 8   |     | 3   |     | 22    |     |     |     |     |     | 20           |
| 26   | Beppo Harrach            | 48  |     |     |     |     |     | 20    |     |     |     |     |     | 20           |
| 27   | Eric Camilli             |     |     |     |     |     |     | 0     |     |     |     |     | 48  | 20           |
| 28   | Christos Demosthenous    |     |     |     |     |     |     | 0     |     |     | 67  |     |     | 19           |
| 29   | Jonathan Hirschi         |     |     |     |     |     |     | 0     |     |     |     | 45  | 12  | 17           |
| 30   | Hermen Kobus             |     |     |     |     |     | 45  | 17    |     |     |     |     |     | 17           |
| 31   | Luca Rossetti            |     |     |     |     |     | 57  | 17    |     |     |     |     |     | 17           |
| 32   | Rainer Aus               |     |     |     |     |     |     | 0     | 4   |     |     |     |     | 16           |
| 33   | Stavros Antoniou         |     |     |     |     |     |     | 0     |     |     | 75  |     |     | 15           |
| 34   | Neil Simpson             |     |     |     | 54  |     | NU  | 14    |     | 11  |     | NU  |     | 14           |
| 35   | Olivier Burri            |     |     |     |     |     |     | 0     |     |     |     | 54  |     | 14           |
| 36   | Romain Dumas             |     |     |     |     |     |     | 0     |     |     |     |     | 54  | 14           |
| 37   | Witalij Puszkar          | NU  | 7   | 13  |     |     | 16  | 6     | 13  | NU  | 92  | NU  | 17  | 14           |
| 38   | Andreas Aigner           | 64  |     |     |     |     |     | 12    |     |     |     |     |     | 12           |
| 39   | Karl Kruuda              |     |     |     |     |     |     | 0     | 63  |     |     |     |     | 11           |
| 40   | Luis Rego                |     |     |     |     | 5   |     | 10    |     |     |     |     |     | 10           |
| 41   | Janis Vorobjovs          |     | 62  |     |     |     |     | 10    | NU  |     |     |     |     | 10           |
| 42   | Antonín Tlusťák          | 13  | 29  | 12  |     | 8   | NU  | 4     |     | 9   | 10  | 11  | 14  | 10           |
| 43   | Petros Panteli           |     |     |     |     |     |     | 0     |     |     | 8   |     |     | 10           |
| 44   | Daniel McKenna           |     |     |     | 61  |     |     | 9     |     |     |     |     |     | 9            |
| 45   | Davy Vanneste            |     |     |     |     |     | 61  | 9     |     |     |     |     |     | 9            |
| 46   | Jean-Matthieu Leandri    |     | 25  |     |     |     |     | 0     |     |     |     |     | 73  | 9            |
| 47   | Ricardo Teodósio         |     |     |     |     | 6   |     | 8     |     |     |     |     |     | 8            |
| 48   | Josh Moffett             |     |     |     | 72  |     |     | 8     |     |     |     |     |     | 8            |
| 49   | Roman Odlozilik          | 81  |     |     |     |     |     | 5     |     | NU3 |     |     |     | 8            |
| 50   | Ruben Rodrigues          |     |     |     |     | 7   |     | 6     |     |     |     |     |     | 6            |
| 51   | Andy Lefevere            |     |     |     |     |     | 7   | 6     |     |     |     |     |     | 6            |
| 52   | Nicolas Althaus          |     |     |     |     |     |     | 0     |     |     |     | 7   |     | 6            |
| 53   | Ricardo Moura            |     |     |     |     | NU6 |     | 6     |     |     |     |     |     | 6            |
| 54   | Jan Černý                | NU  | 10  |     | 8   | NU  | NU  | 5     |     | 29  |     |     |     | 5            |
| 55   | Stanisław Trawnikow      |     | 81  |     |     |     |     | 5     |     |     |     |     |     | 5            |
| 56   | Pascal Perroud           |     |     |     |     |     |     | 0     |     |     |     | 81  |     | 5            |
| 57   | Didier Duquesne          |     |     |     |     |     | 8   | 4     |     |     |     |     |     | 4            |
| 58   | Roland Murakas           |     |     |     |     |     |     | 0     | 8   |     |     |     |     | 4            |
| 59   | Martin Vicek             |     |     |     |     |     |     | 0     |     | 8   |     |     |     | 4            |
| 60   | Egon Kaur                |     |     |     |     |     |     | 0     | NU4 |     |     |     |     | 4            |
| 61   | Martynas Samuitis        |     | 91  |     |     |     |     | 3     | 12  |     |     |     |     | 3            |
| 62   | Julien Maurin            |     |     |     |     |     |     | 0     |     |     |     |     | NU3 | 3            |
| 63   | Sam Moffett              |     |     |     | NU3 |     |     | 3     |     |     |     |     |     | 3            |
| 64   | Pedro Meireles           |     |     |     |     | NU3 |     | 3     |     |     |     |     |     | 3            |
| 65   | Sébastien Carron         |     |     |     |     |     |     | 0     |     |     |     | NU3 |     | 3            |
| 66   | Jonathan Greer           |     |     |     | 9   |     |     | 2     |     |     |     |     |     | 2            |
| 67   | Pedro Vale               |     |     |     |     | 9   |     | 2     |     |     |     |     |     | 2            |
| 68   | Melisa Debackere         |     |     |     |     |     | 9   | 2     |     |     |     |     |     | 2            |
| 69   | Sebastien Chardonnet     |     |     |     |     |     |     | 0     | 9   |     |     |     |     | 2            |
| 70   | Florian Gonon            |     |     |     |     |     |     | 0     |     |     |     | 9   |     | 2            |
| 71   | Pierre-Antoine Guglielmi |     |     |     |     |     |     | 0     |     |     |     |     | 9   | 2            |
| 72   | Kyriakos Kyriakou        |     |     |     |     |     |     | 0     |     |     | 11  |     |     | 2            |
| 73   | Siim Plangi              |     | X2  |     |     |     |     | 2     | NU  |     |     |     |     | 2            |
| 74   | Bernd Casier             |     |     |     |     |     | NU2 | 2     |     |     |     |     |     | 2            |
| 75   | João Barros              |     |     |     |     | NU2 |     | 2     |     |     |     |     |     | 2            |
| 76   | Laurent Reuche           |     |     |     |     |     |     | 0     |     |     |     | 12  | 10  | 1            |
| 77   | Stéphane Lefebvre        |     | NU  |     |     | 10  | 17  | 1     |     | 17  |     |     | 16  | 1            |
| 78   | Zoltán Bessenyey         |     |     | 18  | 10  |     |     | 1     | 20  | NU  | 16  | 34  | 26  | 1            |
| 79   | Hermann Neubauer         | 10  | 26  |     |     |     |     | 1     |     |     |     |     |     | 1            |
| 80   | Kristian Sohlberg        |     |     |     |     |     |     | 0     | 10  |     |     |     |     | 1            |
| 81   | Jean-Philippe Radoux     |     |     |     |     |     |     | 0     |     |     |     | 10  |     | 1            |
| 82   | Demetris Papasavvas      |     |     |     |     |     |     | 0     |     |     | 12  |     |     | 1            |
| 83   | Adruzilo Lopes           |     |     |     |     | NU1 |     | 1     |     |     |     |     |     | 1            |
| 84   | Martinš Svilis           |     | NU1 |     |     |     |     | 1     |     |     |     |     |     | 1            |
| Poz. | Kierowca                 | AUT | LVA | GRE | IRL | POR | BEL | 4 NAJ | EST | CZE | CYP | CHE | FRA | Suma punktów |

| Kolor     | Opis                   |
| --------- | ---------------------- |
| Złoty     | Zwycięzca              |
| Srebrny   | 2 miejsce              |
| Brązowy   | 3 miejsce              |
| Zielony   | Punktowane miejsce     |
| Niebieski | Ukończył nie punktował |
| Fioletowy | Nie ukończył NU        |
| Czarny    | Wykluczony X           |
| Biały     | Nie wystartował NW     |
| Puste     | Nie brał udziału       |

## Inne klasyfikacje

### Punktacja ERC Ice Master
Klasyfikacja ta polega na punktowaniu przejazdu każdego OS-u osobno w warunkach zimowej jazdy. Punktowanie następuje według klucza: pierwsze miejsce – 10 pkt, drugie - 6 pkt, trzecie - 4 pkt, czwarte - 2 pkt i piąte - 1 pkt. W ten sposób oceniane były dwa rajdy w tym sezonie. W tej klasyfikacji punktowało 19 zawodników, wygrał ją Robert Kubica.
| Miejsce | Kierowca             | AUT  | LVA | Punkty |
| ------- | -------------------- | ---- | --- | ------ |
| 1       | Robert Kubica        | 1122 |     | 122    |
| 2       | Václav Pech          | 2110 |     | 110    |
| 3       | Esapekka Lappi       |      | 193 | 93     |
| 4       | Raimund Baumschlager | 368  |     | 68     |
| 5       | Kajetan Kajetanowicz | NU36 | 423 | 59     |

### Punktacja ERC Gravel Masters
Klasyfikacja ta polega na punktowaniu przejazdu każdego OS-u osobno na nawierzchni szutrowej. Punktowanie następuje według klucza: pierwsze miejsce – 10 pkt, drugie - 6 pkt, trzecie - 4 pkt, czwarte - 2 pkt i piąte - 1 pkt. W ten sposób oceniane były cztery rajdy w tym sezonie. W tej klasyfikacji punktowało 35 zawodników, wygrał ją Kajetan Kajetanowicz.
| Miejsce | Kierowca             | GRE | POR  | EST  | CYP  | Punkty |
| ------- | -------------------- | --- | ---- | ---- | ---- | ------ |
| 1       | Kajetan Kajetanowicz | 327 | NU54 |      | 2110 | 191    |
| 2       | Craig Breen          | 148 | NU60 |      | 1252 | 160    |
| 3       | Ott Tänak            |     |      | 1127 |      | 127    |
| 4       | Yazeed Al Rajhi      |     |      |      | 1106 | 106    |
| 5       | Kevin Abbring        |     | 291  |      |      | 91     |

### Punktacja ERC Asphalt Masters
Klasyfikacja ta polega na punktowaniu przejazdu każdego OS-u osobno na nawierzchni asfaltowej. Punktowanie następuje według klucza: pierwsze miejsce – 10 pkt, drugie - 6 pkt, trzecie - 4 pkt, czwarte - 2 pkt i piąte - 1 pkt. W ten sposób ocenianych było sześć rajdów w tym sezonie. W tej klasyfikacji punktowało 35 zawodników, wygrał ją Esapekka Lappi.
| Miejsce | Kierowca       | GRE  | IRL  | BEL   | CZE  | CHE  | FRA  | PUNKTY |
| ------- | -------------- | ---- | ---- | ----- | ---- | ---- | ---- | ------ |
| 1       | Esapekka Lappi |      | 1144 | NU32  | NU50 | 1104 | NU13 | 355    |
| 2       | Craig Breen    | 137  | NU68 | NU18  | NU11 | 2132 | NU17 | 283    |
| 3       | Kevin Abbring  | NU32 | NU28 | NU105 | NU30 | NU58 | 321  | 274    |
| 4       | Sepp Wiegand   | NU2  | 282  | 325   | 216  | 346  |      | 170    |
| 5       | Bryan Bouffier | 232  |      |       |      |      | 276  | 108    |

### Punktacja ERC Junior
W klasyfikacji tej są brani kierowcy młodzieżowi. Zaliczano do niej cztery najlepsze starty w sezonie (w tym jeden na nawierzchni szutrowej). Zawodnicy mieli możliwość zdobywania punktów w siedmiu rajdach.
| Miejsce | Kierowca          | LVA | GBR | PRT | BEL | CZE | CHE | FRA | PUNKTY |
| ------- | ----------------- | --- | --- | --- | --- | --- | --- | --- | ------ |
| 1       | Stéphane Lefebvre | NU3 |     | 114 | 110 | 111 |     | 211 | 140    |
| 2       | Andrea Crugnola   | 53  | NU  | NU  | 211 | 411 | 114 | 112 | 118    |
| 3       | Jan Černý         | 114 | 113 | NU  | NU1 | 63  |     |     | 89     |
| 4       | Gino Bux          |     | 6   | 38  | 46  | 5   |     | 410 | 78     |
| 5       | Aleksander Zawada | 68  | 54  | NU  | NU5 | 311 | 310 | NU  | 73     |